# Антимен
Антимен — управляющий финансами Александра Македонского.
После бегства от вернувшегося из индийского похода Александра Македонского Гарпала родосец Антимен в 324 году до н. э. заступил на его место. Местонахождением Антимена был Вавилон, из которого родосец, по мнению австрийского антиковеда Ф. Шахермайра, управлял финанасами Месопотамии и Западного Ирана — в ранге выше наместника и, по-видимому, не находясь в зависимости от сатрапов. Другие аналогичные должности на Ближнем и Среднем Востоке занимали Клеомен, Филоксен и Менес. Источники не сообщают, был ли Антимен «министром финансов» с центром в Вавилоне, хотя Александр, щедро тративший деньги, вполне мог учредить такую должность. Канадский исследователь В. Хеккель же охарактеризовал Антимена как главного финансового директора.
Из «Экономики» Псевдо-Аристотеля известны несколько мероприятий Антимена. Так Антимен учредил систему страхования, гарантировавшую рабовладельцам в случае бегства рабов либо их возврат, либо предоставление денежной компенсации. Как отметил историк А. С. Шофман, эта мера работала недостаточно хорошо, особенно в отсутствие Александра. По распоряжению Антимена хранилища на царских дорогах должны содержать необходимые запасы для находящихся в походах войск. По замечанию Ф. Шахермайра, неизвестно, осуществлял ли Антимен контроль над коммуникациями на территории всей империи, но это было бы разумным, хотя и маловероятным. Также Антимен возродил старый, к этому времени уже не соблюдавшийся, вавилонский закон о взимании десятины за ввоз.